# Mercedes Sanz-Bachiller
Mercedes Sanz-Bachiller Izquierdo (Madrid, 17 de julio de 1911-Madrid, 11 de agosto de 2007) fue una política española, conocida por haber sido la fundadora del Auxilio Social, organización benéfica que alcanzó una gran relevancia en los primeros tiempos del franquismo, tras la muerte de su primer marido, Onésimo Redondo, fundador de las JONS. Durante el régimen franquista fue procuradora en Cortes de representación sindical como Jefe de la Obra Sindical de «Previsión Social», entre 1943 y 1967. Ostentó el título nobiliario de condesa de Labajos.

## Biografía

### Juventud y primeros años
Nacida el 17 de julio de 1911 en Madrid, pasó su infancia en el pueblo vallisoletano de Montemayor de Pililla. Hija de Moisés Sanz Izquierdo y Mercedes Bachiller Fernández, quedó huérfana de padre a la edad de tres años y de madre a los catorce. Apenas si tuvo contacto con su padre, al que sólo vio dos veces en su vida antes de que falleciera; durante sus primeros años se crio en un ambiente femenino. Asistió a la escuela de Montemayor hasta los nueve años, y posteriormente realizó estudios en el internado del colegio de las Dominicas francesas de Valladolid. Criada en un ambiente rural y sin carencias, a lo largo de su vida gozó de una extraordinaria condición física. En 1929 conoció a Onésimo Redondo, con el que contrajo matrimonio el 11 de febrero de 1931 en la capilla del Palacio Arzobispal de Valladolid.
Sanz-Bachiller no tardó en verse atraída por la actividad política de su marido, fundador de las Juntas Castellanas de Actuación Hispánica (JCAH) y posteriormente de las Juntas de Ofensiva Nacional Sindicalista (JONS).
Onésimo Redondo falleció el 24 de julio de 1936 durante una emboscada con milicias republicanas en la localidad segoviana de Labajos. Cuando Sanz-Bachiller tuvo conocimiento de la noticia, se desmayó e incluso terminó perdiendo el bebé del que estaba embarazada. Quedó viuda a los 25 años y con tres hijos —Mercedes, Pilar y Onésimo, quien murió de leucemia con 13 años—. Después de terminada la guerra civil en abril de 1939, contrajo matrimonio en segundas nupcias con Javier Martínez de Bedoya y Martínez-Carande, tuvo una tercera hija el 22 de agosto de 1940 a la que llamaron Ana María. 

"...alta, morena, delgada, vestida de luto riguroso, un velo negro sobre los cabellos –signo de dolor vigente en Castilla–, la joven aparecía en los despachos de los personajes envuelta en su desamparo. Llevaba en el vientre un hijo muerto que los médicos le obligaban a guardar hasta el término del embarazo, interrumpido a causa de las penalidades sufridas por la muerte del marido..."
Mercedes Fórmica

### Guerra civil
Andrés Redondo, hermano de Onésimo y jefe provincial de Falange en Valladolid, la nombró jefa de la Sección Femenina en la capital vallisoletana. En octubre de 1936 fundó el llamado "Auxilio de Invierno" (después renombrado como Auxilio Social), estando muy identificada con las Juntas de Ofensiva Nacional Sindicalista (JONS) y con Manuel Hedilla. El Auxilio de Invierno, creado bajo inspiración del Winterhilfswerk nazi, fue una institución creada para ayudar a los niños y mujeres de ambos bandos víctimas de la guerra civil española, y el día 30 de ese mes, se inauguraron los ocho primero comedores en Valladolid para cien huérfanos de guerra. Trató de combatir la avitaminosis en poblaciones devastadas con una  labor social a base de comedores gratuitos y guarderías.
Existió cierta rivalidad entre el Auxilio Social y la Sección Femenina, esta última dirigida por Pilar Primo de Rivera, hermana del fundador de la Falange Española.

"...Por aquel entonces estaba en Valladolid Mercedes Sanz Bachiller, viuda de Onésimo Redondo, mujer dotada de muy buenas cualidades y, muy segura de sí misma, empezó en cierto modo a agrupar a la Sección Femenina...en un viaje que Mercedes hizo a Alemania había estudiado allí la organización del partido nazi y algunas de sus facetas, entre éstas el “Auxilio de Invierno”, que se llamó después “Auxilio Social”, y lo estableció en la España liberada. Fue, sin duda, el “Auxilio Social” una gran obra que vino a resolver muchos problemas en la retaguardia de la zona nacional. Más tarde creó también el Servicio Social de la Mujer, que obligaba a todas las mujeres a dar seis meses de servicio a España en comedores, hospitales, oficinas, etc."
Pilar Primo de Rivera, Recuerdos de una vida

Mercedes se oponía a la misma esencia de la Sección Femenina tal como la interpretaba Pilar Primo de Rivera, acordando en el I Consejo Nacional de la Sección Femenina (Salamanca y Valladolid entre el 6 y el 9 de enero de 1937) la incorporación del “Auxilio de Invierno” a la Falange, dejando a Mercedes como jefe provincial de Sección Femenina y delegada provincial de “Auxilio de Invierno”. Tras la unificación Pilar va a imponer su autoridad sobre las dos organizaciones con las que tuvo mayores dificultades: el “Auxilio de Invierno” de Sanz-Bachiller y “Frentes y Hospitales”, de inspiración carlista y dirigida por María Rosa Urraca Pastor. En el verano de 1937 visitó la Alemania nazi, donde estudió las instituciones de beneficencia del Tercer Reich y fue galardonada con la Cruz Roja alemana.
Fue nombrada en octubre de 1937 miembro del I Consejo Nacional de FET y de las JONS, cuya primera reunión tuvo lugar en el 2 de diciembre de dicho año. En 1938 recibió la Gran Cruz de la Gran Orden Imperial de las Flechas Rojas. Su labor en el Auxilio Social fue elogiada por Gregorio Marañón y Alexis Carrel.

### Franquismo y democracia
El 9 de mayo de 1940, Sanz-Bachiller es sustituida como delegada nacional del Auxilio Social por Manuel Martínez de Tena, la nueva secretaria nacional fue Carmen de Icaza. Pasa a formar parte del Consejo de Administración del Instituto Nacional de Previsión (INP), organismo que, ya con anterioridad al Golpe de Estado, fue el promotor de la Seguridad Social. Trabajó y jugó un importante papel en el desarrollo de la Ley de Bases de la Seguridad Social, al ser designada ponente para el estudio del proyecto de ley sobre el régimen especial agrario de la seguridad social. Ocupó su vocalía en el INP hasta 1979, ya en plena democracia. Su labor fue valorada, como caso extraordinario en el panorama político de la época, mayoritariamente ocupado por varones. Siempre defendió la participación de la mujer en la política.
Durante el franquismo fue nombrada Procuradora en Cortes como Jefa de la Obra Sindical de Previsión Social, desde el 16 de marzo de 1943 hasta el 15 de noviembre de 1967, durante ocho legislaturas.

## Reconocimientos
- Gran Cruz de la Gran Orden Imperial de las Flechas Rojas (1938)[24]
- Gran Cruz de la Orden de Cisneros (1961)[25]
- Gran Cruz (con distintivo blanco) de la Orden Civil de Orden de la Beneficencia (1961)[26]
- Banda de la Orden Civil del Mérito Agrícola (1967)[27]
- Banda de Dama la Orden del Mérito Civil (1972)[28]